# Conseil du Roi
Der Conseil du Roi kann am besten übersetzt werden als Königlicher Rat. Er bildete unter dem Ancien Régime ein Staatsorgan, das die Aufgabe hatte, Staatsgeschäfte zuhanden des Königs vorzubereiten und ihn zu beraten.
Die Könige von Frankreich pflegten vor wichtigen Entscheiden schon immer ihren Hofstaat zu befragen, der als familia bezeichnet wurde. Im 12. Jahrhundert erscheint in den königlichen Akten ein beratendes Organ, der Conseil.
Der Conseil war ein ständiges Gremium und das wichtigste Instrument für die Staatsführung der Kapetinger. Der König konnte nach Belieben Untertanen in den Conseil berufen, um ihn bei seinen Entscheiden zu unterstützen. Gleichzeitig war es Pflicht jedes Untertanen, dem Ruf zu folgen und den König zu beraten, sei es individuell oder als Gremium. Dies galt in besonderem Masse für den Adel und die Kronvasallen.
Die Führung der Regierungsgeschäfte mit Hilfe von Beratern ist wesentliches Kennzeichen der französischen Monarchie. 1302 führte König Philipp der Schöne den État général (Staatsrat) ein, in dem Klerus, Adel und Bürger vertreten waren und die ständige Einrichtung des Conseil du Roi bildeten.

## 11. bis 16. Jahrhundert

### Zusammensetzung und Entwicklung des Conseil
Die Zusammensetzung des Conseil änderte sich ständig, je nach den Wünschen und dem Willen des Königs. Die Stärkung des Führungsinstruments Conseil du Roi hatte verschiedene Auswirkungen:
- die Königin, sei es die regierende Königin oder die Königinmutter, verliert in Frankreich ab dem 13. Jahrhundert jeden politischen Einfluss, außer während der Zeit der Minderjährigkeit des Königs. In der Regel ist sie nicht Mitglied des Conseil.
- die Könige schließen ihre nahen Verwandten, auch Söhne, Enkel und weitere mögliche Thronfolger, vom Conseil aus, um deren Einflussnahme und Intrigen zu vermeiden.
- hingegen wird der Dauphin in der Regel Mitglied des Conseil, sobald er das entsprechende Alter erreicht hat.
- die Angehörigen des Conseil – Laien und Kleriker – werden immer häufiger einberufen und befragt, wobei das Instrument des Conseil, je nach Herrscher, verschieden starke Bedeutung hat. Die Könige Louis X (1314–1316), Philippe VI (1328–1350), Jean II le Bon (1350–1364) und Charles VI (1380–1422) stützten sich in besonderem Masse auf den Conseil, während Charles V le Sage (1364–1380), Louis XI (1461–1483), François Ier (1515–1547) sich seinem Einfluss zunehmend entzogen. François gilt denn auch als eigentlicher Begründer des Absolutismus. Im 16. Jahrhundert werden vermehrt Mitglieder in den Conseil berufen, die Fähigkeiten nachweisen können: Feudalherren, kirchliche Würdenträger und Hofbeamte.
- die Mitglieder des Conseil ließen sich ihrerseits zunehmend von Légistes beraten, also von Juristen, die Römisches Recht studiert hatten. Diese wurden vor allem an der Sorbonne ausgebildet, entstammten vielfach dem niederen Adel und dem Bürgertum. Angesichts der zunehmenden Komplexität der Geschäfte, leisteten diese Légistes einen wichtigen Beitrag bei der Vorbereitung der Geschäfte. Zudem gewährleisteten sie eine gewisse Kontinuität innerhalb des ständig wechselnden Conseil. Sie bildeten schließlich das Gerüst innerhalb des Conseil, gewährleisteten Rechtsstaatlichkeit und Sicherheit in der Entscheidungsfindung. Seit der Regierungszeit von Henri III (1574–1589) trugen sie die Bezeichnung Conseiller d’État und wurden unterstützt durch Maîtres des requêtes.

In schwierigen Zeiten neigten die Herrscher dazu, den Conseil aufzustocken; so bestand er zur Zeit von Charles IX (1560–1574) und insbesondere während der Hugenottenkriege aus rund hundert Mitgliedern. Um die Leistungsfähigkeit des Gremiums wieder zu steigern, verminderten die nachfolgenden Könige die Anzahl, oder beriefen nur noch Teile des Conseil ein (die Conseils restreints – engere Räte).

### Kompetenzen und Aufgaben des Conseil
Der Conseil hatte nur beratende Funktion, die Entscheidung lag letztlich immer beim König. Auch nachdem der Einfluss der Légistes gewachsen war – besonders im 16. Jahrhundert – war der König nicht an die Entscheidungen und Ratschläge des Conseil gebunden. Oft übertrug er die Durchsetzung von unpopulären Entscheidungen seinen Conseillers du Conseil du Roi, den Mitgliedern des königlichen Rates.
Die Einberufung des Conseil war nicht besonders geregelt, konnte aber für alle mehr oder weniger wichtigen Fragen erfolgen, sowohl in Kriegs- als auch in Friedenszeiten. In Anwesenheit seines Conseil empfing der König die Gesandten, unterzeichnete Verträge, ernannte Verantwortliche und erteilte ihnen Aufträge und Befehle (frz.: mandement) und erarbeitete Verordnungen und königliche Erlasse (frz.: ordonnance royale). Der Conseil handelte auch als Oberster Gerichtshof, an ihn wandte sich die königliche Justiz für Fragen, die sich der König zum Entscheid vorbehielt oder die in seiner Anwesenheit entschieden werden mussten.
Die Sitzungen des Conseil waren zu Beginn unregelmäßig, wurden zusehends häufiger, bis sie Mitte des 15. Jahrhunderts täglich stattfanden.

### Die Gliederung des Conseil
Grundsätzlich bildete der Conseil eine Einheit, er musste zu allen Fragen seine Meinung abgeben, seien es Finanzen, Justiz, Verwaltung. Durch die zunehmende Geschäftslast und deren Komplexität war es notwendig geworden, Aufgabenbereiche zu bilden, die durch Ausschüsse behandelt wurden.
Ab dem 13. Jahrhundert ergaben sich deshalb verschiedene Gliederungen: einen Conseil étroit oder Conseil secret (Geheimrat), der nur wenige Mitglieder umfasste, einen Grand Conseil (Hoher Rat), der etwas umfangreicher war. Das gesamte Gremium mit allen Mitgliedern wurde zum Conseil ordinaire oder Conseil d'État (Staatsrat), der jedoch an Ansehen und Wichtigkeit verlor. Der König nahm nur unregelmäßig an seinen Sitzungen teil, diese standen gewöhnlich unter der Leitung des Chancelier und der Rat umfasste 50 bis 60 Mitglieder.
Philipp der Schöne gliederte den Conseil du Roi und wies den einzelnen Teilen Kompetenzen zu: Der Grand Conseil (Hoher Rat) war zuständig für politische Fragen und war gleichzeitig oberstes Gericht, das Parlement war für die Justizverwaltung und die Chambre des comptes (Rechnungshof) für die Aufsicht über die königlichen Finanzen verantwortlich.

#### Conseil secret (Geheimrat)
Politische Fragen wurden durch diesen Rat entschieden, der nur aus wenigen Staatsmännern bestand, die vom König berufen wurden. Aber selbst mit dieser Konzentration auf wenige wichtige Aufgaben, wurde es notwendig, eine zusätzliche Gliederung zu schaffen. König François Ier schuf deshalb einen Conseil des Affaires (Rat für Staatsangelegenheiten), der aus dem Kanzler von Frankreich, dem Secrétaire de commandements (heute Staatssekretär) und einigen wenigen Staatsmännern bestand. Dieses Beratergremium äußerte sich zur allgemeinen Politik, der Diplomatie und zu Kriegsfragen.
Dieser Rat behandelte ausschließlich politische Fragen und kann als Ministerrat bezeichnet werden, im Weiteren fungierte er als Appellationsgericht.

#### Grand Conseil (Hoher Rat)
Unter Charles VII (1422–1461) entstand eine weitere Untergruppe, die für Streitsachen zuständig war. Auf Befehl von Charles VIII (1483–1498) wird 1497 ein Grand Conseil (Hoher Rat) geschaffen, der als eigentlicher Gerichtshof in großer Unabhängigkeit wirkte. Er setzt sich zusammen aus Fachleuten, die alle Streitigkeiten zu erledigen hatten, die an den König herangetragen wurden. Der König selber nahm grundsätzlich nicht an diesen Beratungen teil. Louis XII (1498–1515) bestätigte diese Einrichtung.
Im 16. Jahrhundert hatte sich der Grand Conseil vollständig von der Person des Königs gelöst und war zu einem unabhängigen Gerichtshof geworden. Gewisse Klagen konnten direkt an den Grand Conseil herangetragen werden. Die Prozesse wurden in eigenen Verhandlungen geführt. Theoretisch sollte hier der König mit seinen Beratern Recht finden, in der Praxis führte jedoch der Chancelier den Vorsitz. Die Prozesse wurden durch Juristen geführt, die Präsidenten des Parlement von Paris, die Maîtres des requêtes als juristische Mitarbeiter, die Ankläger und Verteidiger der Streitparteien, die selber nicht anwesend waren.
Die Folge dieser Eigenständigkeit war, dass später im Conseil d’État eine richterliche Abteilung geschaffen werden musste: der Conseil privé oder Conseil des Parties (Parteienrat).

#### Conseil d’État (Staatsrat)
Der Conseil d’État bestand aus vier Sektionen, deren Organisation auf Kardinal Richelieu zurückgeht: Einerseits der Conseil des Parties, als Folge der Unabhängigkeit des Grand Conseil. Er fungierte als Kassationshof, Berufungsgericht, legt Präzedenzrecht fest und schlichtet in kirchlichen Ansprüchen und insbesondere Streitigkeiten zwischen katholischer und protestantischer Kirche. Daneben bestanden eine Finanzabteilung und eine Abteilung für die Innenpolitik (frz.: Conseil des Dépêches).
Ab 1560 kommt eine weitere Abteilung dazu, der Conseil des finances (Finanzrat), der später zum Conseil d’État et des finances wird.

## Französische Klassik
Zwischen 1661 und der Revolution bleibt die Macht geteilt zwischen dem Conseil du Roi, der etwa 130 Angehörige umfasst, und einer kleinen Gruppe von Ministern und Staatssekretären.
Die wichtigsten Abteilungen des Conseil du Roi wurden vom König präsidiert, der Monarch hörte die Meinungen an, richtete sich oft nach der Meinung der Mehrheit. Nach Saint Simon – einem energischen Kritiker von Louis XIV., dem Sonnenkönig (1643–1715), handelte selbst dieser lediglich sechs Mal gegen die Meinung seines Conseil.

### Einheitlichkeit des Rates, Komplexität der Struktur
Seit dem 16. Jahrhundert wurde der Conseil du Roi immer weiter aufgeteilt. Zwar bestanden drei große Abteilungen: Regierung, Finanzen, Justiz. Diese bestanden ihrerseits jedoch aus Unterabteilungen und Kommissionen. Alle Beschlüsse des Conseil wurden im Namen des Königs veröffentlicht, allerdings mit verschiedenen Formulierungen, je nachdem ob der König während des Beschlusses anwesend war – oder ob ein Gremium einen Beschluss in Abwesenheit des Königs getroffen hatte.

### Ausschuss der Minister
Die Sitzungen des Conseil wurden in den Ministerialabteilungen vorbereitet und dann mit den Ministern behandelt. Zunehmend setzte sich die Methode durch, dass die Geschäfte in Abwesenheit des Königs durch die Minister behandelt wurden. Diese Sitzungen fanden wöchentlich statt.
Louis XV (1715–1774) wurde sich bewusst, welches Risiko diese Kabinettssitzungen in sich bargen und verbot 1747 Sitzungen, die nicht von ihm selber einberufen worden waren. Seither waren die Zusammenkünfte der Minister bedeutend weniger zahlreich.

### Conseils de gouvernement (Regierungsrat)
Die Geschäfte des Conseil de gouvernement wurden immer und ausschließlich in Anwesenheit und unter Vorsitz des Königs abgehalten. Die Beschlüsse wurden eingeleitet mit en commandement (Als Befehl ergeht…). Die Sitzungen fanden in den Wohnräumen des Königs statt, in einem Raum cabinet du Conseil (Kabinettszimmer), der in allen Schlössern des Königs vorhanden war. Die Teilnehmer wurden durch die Kabinettsbüttel einberufen. Waren die Teilnehmer versammelt, wurde die Tür verschlossen und bewacht, um zu verhindern, dass fremde Ohren die geheimen Beschlüsse mithören konnten.
Die Conseils versammelten sich um einen langen Tisch, der König saß in einem Lehnstuhl an der einen Schmalseite, die übrigen Teilnehmer auf Klapphockern. Der Conseil de gouvernement folgte dem König auf seinen Reisen überall hin, was auch durch die entsprechende Sitzgelegenheit ausgedrückt wurde.
Der König eröffnete die Sitzung, indem er eine Frage stellte oder das Wort einem Referenten erteilte. Jeder der Anwesenden kam zu Wort, jeweils in aufsteigender Reihenfolge ihres Ranges. In derselben Reihenfolge konnte anschließend jeder seine Empfehlung abgeben. Der König entschied schließlich nach eigenem Gutdünken. Der Sonnenkönig hielt sich nur selten an die Ratschläge seines Conseil, Louis XV pflegte die Diskussion abzubrechen, wenn sie sich seiner Meinung nach in falscher Richtung entwickelte. Die Dauer der Sitzungen war sehr unterschiedlich, selten kürzer als zwei Stunden, je nach Tagesordnung konnten die Versammlungen aber viel länger dauern.

### Conseil des affaires (Rat für Staatsangelegenheiten)
Dieses Gremium wurde ab 1643 Conseil d’en haut (Oberer Rat) genannt, einfach deshalb, weil sich das Gremium im Schloss Versailles im Kabinettszimmer im ersten Stock, neben dem Zimmer des Königs versammelte.
Seit dem 16. Jahrhundert blieb der obere Rat auch unter dem Sonnenkönig das wichtigste Führungsgremium, in dem der König seine engsten Berater versammelte und das die wichtigsten Entscheidungen traf. Diese Einrichtung war der Vorläufer des heutigen Conseil des ministres.
Es handelte sich um sehr kleines Gremium, in dem nur die wichtigsten Staatsmänner vertreten waren: Nebst dem König der Chancelier, der Surintendant des Finances, ein Staatssekretär und vom König bezeichnete Minister. Die Vollmachten waren sehr weitreichend, geradezu unbeschränkt. Mit Beginn der Regierungszeit des Sonnenkönigs nahm die Zahl der Mitglieder zunächst zu, Familienmitglieder, Prinzen, Herzöge und Pairs nahmen Einsitz.
1661 trat eine Änderung ein, nach dem Tod von Kardinal Mazarin bildete Louis XIV die Regierung um, konzentrierte die Macht bei sich und entließ einen Großteil der Mitglieder des Oberen Rates. Er beließ lediglich noch Tellier als Kriegsminister, Lionne als Außenminister und Colbert als Finanzminister. Später erweiterte er auf fünf Minister, Louis XV ging bis sieben und Louis XVI bis acht. Niemand hatte Anrecht auf einen Sitz im Conseil, auch nicht der Dauphin. Unter Louis XV hieß das Gremium allgemein Conseil d’État (Staatsrat) und war im Besonderen verantwortlich für die Außenpolitik, Flotte und Armee und in Kriegszeiten für militärische Operationen und strategische Entscheidungen. Daneben war der Conseil des Dépêches zuständig für die Innenpolitik.
Der Conseil d’État tagte jeweils sonntags und mittwochs, aber häufig wurden außerordentliche Sitzungen einberufen, besonders zu Kriegszeiten. Jährlich fanden etwa 120 bis 130 Sitzungen statt.

### Der Conseil des Dépêches (Rat für Inneres)
Dieser Rat war verantwortlich für allgemeine Verwaltungsfragen. Er behandelte Angelegenheiten, die mittels Depeschen von Provinzgouverneuren und -intendanten vorgelegt wurden.
Zu Beginn des 17. Jahrhunderts hatte der Chancelier diesen Rat präsidiert, ab 1661 übernahm der König selber den Vorsitz. Er bestand aus zehn bis zwölf Mitgliedern, dem Dauphin, dem Chancelier, den Staatsministern, Staatssekretären und dem Contrôleur général des finances (Finanzkontrolleur). Staatsräte und Maîtres des requêtes rapportierten oft über Angelegenheiten, die an sie herangetragen wurden.
Der Rat tagte zu Beginn zwei Mal wöchentlich, unter dem Sonnenkönig wurden es immer weniger, da dieser bevorzugte, im Kreis seiner Minister zu arbeiten. Seine Entscheide wurden als Erlasse veröffentlicht, auch ohne die Zustimmung der Conseil. Unter Louis XV wurde der Rat für Inneres wieder aktiver und bildete letztlich ein gleichwertiges Gremium zum oberen Rat für die Innenpolitik. Er tagte jeweils samstags, manchmal auch öfter oder auch mehrere Tage in Krisenzeiten. So beliefen sich die Sitzungstage auf etwa 50, teilweise gar 70 pro Jahr.

### Der Conseil royal des finances (königlicher Finanzrat)
Dieser Rat wurde im September 1661 durch Louis XIV geschaffen, um ihn als Surintendant des Finances zu unterstützen. Diese Funktion übernahm der König persönlich, nachdem er Nicolas Fouquet seines Amtes enthoben hatte. Die Vollmachten des Rates waren sehr weitgehend und betrafen den Haushaltsplan, das Steuerwesen, Industrie, Handel, Geldwesen, sowie die Verträge mit der Ferme générale. Der Rat setzte die Steuerfüsse fest, erstellte den Haushaltsplan, genehmigte die Zahlungen und urteilte über Finanzstreitigkeiten.
Im Rat vertreten waren der König, der Chef des Conseil des finances (ein eher repräsentatives Amt… aber sehr gut entschädigt), der Dauphin, manchmal der Chancelier, der Contrôleur général des finances (Generalkontrolleur der Finanzen), in der Regel zwei Staatsräte und die Finanzintendanten. Bis 1715 tagte der Rat zwei Mal wöchentlich, bald pflegte der König jedoch seine Entscheidungen in Absprache mit dem Contrôleur général des finances zu treffen, ohne dass der Rat um seine Meinung gefragt worden wäre.
Unter Louis XV tagte der Rat wieder jeden Dienstag, ab 1728–1730 verlangsamte sich der Rhythmus wieder, Mitte des 18. Jahrhunderts tagte er noch einmal im Monat. Grund dafür war die Tatsache, dass der Generalkontrolleur der Finanzen der einzige Referent war. Mit seinen Mitarbeitern hatte er die Geschäfte vorbereitet und die übrigen Mitglieder hatten nie den Durchblick und Informationsstand um wirklichen Einfluss nehmen zu können.

### Der Conseil royal de commerce (königlicher Geschäftsrat)
Dieser wurde 1664 geschaffen, um den königlichen Finanzrat zu unterstützen, verschwand jedoch 1676, um 1730 wieder zu erscheinen. Er hatte nie eine vergleichbare Wichtigkeit mit anderen Teilen des Conseil du Roi und wurde schließlich 1787 in den königlichen Finanzrat eingegliedert.

### Der Conseil de Conscience (Gewissensrat)
Richelieu hatte seine Schaffung gewünscht und er erschien unter der Regierung von Anne d’Autriche (1615–1643). Er hatte die Aufgabe, die Erlöse aus den kirchlichen Gütern zu verteilen. Unter der Regentschaft Philipps von Orléans (1715–1723) und der Polysynodie (Ersatz der Minister durch Gremien mit je einem Vorsitzenden) wurde er überflüssig und verschwand 1718. 1720 schuf ihn Orléans wieder, um die Maßnahmen der päpstlichen Bulle Unigenitus Dei filius durchzusetzen. 1723 tagte der Rat jeden Donnerstag, nach 1730 verlor er wieder an Bedeutung und verschwand 1733. Er bestand lediglich aus dem König, einigen Kardinälen und Bischöfen, jedoch nicht aus Ministern.

### Die Conseils de justice et d’administration (Rat für Justiz und Verwaltung)
Die Bereiche des Conseil du Roi, die sich vorwiegend mit Streitigkeiten beschäftigten, wurden in der Regel durch den Chancelier de France präsidiert. Der König erschien nie, aber alle Verfügungen wurden in seinem Namen erlassen. Man pflegte zu sagen, der Chancelier sei der Mund des Königs.
1661 bestand der Rat für Justiz und Verwaltung aus vier Abteilungen:
- Conseil d’État privé oder Conseil des Parties (Parteienrat)
- Conseil d’État et des Finances oder Conseil ordinaire des Finances (Finanzrat)
- Grande Direction des Finances (obere Finanzdirektion)
- Petite Direction des Finances (untere Finanzdirektion)

### Die Conseils de finances (Finanzabteilungen)

#### Der Conseil d’État et des Finances oder Conseil ordinaire des Finances (Finanzrat)
Diese Abteilung des Conseil du Roi wurde zu Beginn des 17. Jahrhunderts geschaffen und hatte allgemeine Regierungsaufgaben, kümmerte sich aber auch um die Finanzdirektionen. Unter der Regierung von Louis XIII (1610–1643) verlor er an Bedeutung und wirkte nur noch als Oberstes Gericht in Verwaltungsstreitigkeiten und als Kassationshof für Erlasse von untergeordneten, unabhängigen Einrichtungen im Bereich der Finanzen. Er setzte sich gleich zusammen wie der Parteienrat, jedoch spielte der Contôleur général des finances eine herausragende Rolle. 1665 begann sich der Niedergang dieses Rates abzuzeichnen, zwischen 1680 und 1690 verschwand er vollends. Colbert vermochte mit Leichtigkeit die Maîtres des requêtes gegen die Finanzintendanten auszuspielen, die sich zunehmend als unabhängige Räte fühlten und selbständig ihre Weisungen erließen.

#### Die Directions des Finances (obere und untere Finanzdirektion)
Diese Abteilungen wurden 1615 geschaffen und waren unter Louis XIII verantwortlich für sämtliche Finanzbereiche. Durch die Übernahme der Finanzkompetenzen durch Louis XIV verschwanden diese Abteilungen 1661.

#### Der Conseil d’État privé oder Conseil des Parties (Parteienrat)
Vor der absolutistischen Herrschaft von Louis XIV war diese Abteilung ausschließlich für juristische Fragen zuständig. Gegen Ende des 17. Jahrhunderts übernahm er auch die Aufgabe, Streitigkeiten im administrativen und finanziellen Bereich zu entscheiden, da die verantwortlichen Abteilungen verschwunden waren. Der neue Conseil d’État privé, finances et direction bestand aus drei Abteilungen: Conseil des Parties, die große und die kleine Direction des finances.

##### Der Conseil des Parties (Parteienrat)
Dieser Rat behandelte ausschließlich juristische Streitfälle. Er fungierte als Oberster Gerichtshof für Private im Bereich von Zivil- und Strafrecht. Er war Schiedsrichter bei Streitigkeiten zwischen unabhängigen Behörden oder zwischen Gerichten verschiedener Instanzen. Er handelte als Berufungs- und Kassationsgericht, führte aber auch Revisionsverhandlungen bei kriminellen Vergehen durch.
Die Anwesenheit des Königs war die große Ausnahme (Louis XIV nahm zu Beginn einige Male teil, Louis XV war nur 1762 und 1766 je einmal anwesend). Der Lehnstuhl des Königs stand jedoch immer im Raum, um seine Anwesenheit zu symbolisieren. Vorsitzender des Rates war der Chancelier, der jeweils rechts vom königlichen Stuhl saß.
Der Parteienrat setzte sich formell zusammen aus: den Thronfolgern, den Herzögen und Pairs, den Staatsministern und Staatssekretären, dem Contrôleur général des finances, den 30 Staatsräten, den 80 Finanzintendanten und den Maîtres des requêtes. Tatsächlich nahmen jedoch nur die Staatsräte und die Maîtres des requêtes regelmäßig teil, manchmal auch Finanzintendanten. So waren jeweils etwa 40 Mitglieder anwesend, manchmal auch 60.
Der Rat tagte jeweils montags in einem dafür bestimmten Ratssaal in den königlichen Residenzen aber außerhalb der Wohnung des Königs. In Versailles befand er sich im Erdgeschoss zwischen Marmorhof und Prinzenhof. Die Staatsräte saßen auf Lehnstühlen, die mit Saffianleder bezogen waren, die Maîtres des requêtes hatten zu stehen. Nach den Verhandlungen bat der Chancelier die Herren des Rates zu Tisch.
Der Parteienrat hat vom Oktober bis Martini Ferien, hielt jährlich zwischen 40 und 45 Sitzungen ab und erließ 350 bis 400 Urteile. Vor den Verhandlungen wurden die Geschäfte durch Staatsräte und Maîtres des requêtes vorbereitet. Dafür bestanden verschiedene Subkommissionen, die die Geschäfte der verschiedenen Gebiete vorbereiteten: kirchliche Geschäfte, Rekurse, Kassationen. Da die Urteile in der Regel nicht begründet wurden, verlangte der Parteienrat in der Regel als Erstes die Begründung des Urteils der untergeordneten Instanz.

##### Die große und kleine Direction des finances  (Finanzdirektion)
Diese beiden Kommissionen übernahmen die Aufgaben des Conseil d’État et des finances für Streitigkeiten in Finanzangelegenheiten. Die große Finanzdirektion tagte lediglich 6 bis 12 Mal pro Jahr, die kleine Direktion umfasste rund zehn Personen, hatte die Geschäfte zuhanden der großen Finanzdirektion vorzubereiten und entschied in einfachen Angelegenheiten selber. Sie tagte unregelmäßig und verschwand 1767. Die Direktionen bestanden aus Staatsräten und Maîtres des requêtes, die große Finanzdirektion stand unter der Leitung des Chancelier de France.

## Bibliographie
- Adolphe Chéruel: Dictionnaire historique des institutions, mœurs et coutumes de la France. L. Hachette et cie, 1855 (online).
- Michel Antoine: Le Conseil du roi sous le règne de Louis XV. Droz, Paris/Genf 1970. Neuauflage, Droz, Genf 2009.
- Bernard Barbiche: Les institutions françaises de la monarchie française à l'époque moderne. Presses universitaires de France, Paris 1999.
- Christophe Blanquie: Les institutions de la France des Bourbons (1589–1789). Belin, Paris 2003.
- François Bluche: L'Ancien Régime. Institutions et société. Paris 1993, ISBN 2-25306-423-8.
- Pierre-Roger Gaussin: Les conseillers de Charles VII (1418–1461). Essai de politologie historique. In: Francia, Nummer 10, 1982, S. 67–130 (online).
- Jean-Louis Harouel u. a.: Histoire des institutions de l'époque franque à la Révolution. Presses universitaires de France, Paris 1996.
- Roland Mousnier: Le Conseil du Roi de Louis XII à la Révolution. Presses universitaires de France, Paris 1970, 378 (online).
- Noël Valois: Le Conseil du roi et le Grand Conseil pendant la première année du règne de Charles VIII. In: Bibliothèque de l'école des chartes. 1882 (PDF-Download).
- Noël Valois: Étude historique sur le conseil du roi. Introduction à l'inventaire des arrêts du conseil d'État. Imprimerie nationale, Paris 1886 (online).
- Noël Valois: Le Conseil du roi aux XIVe, XVe et XVIe siècles, nouvelles recherches, suivies d'arrêts et de procès-verbaux du Conseil. Paris 1888, X-401 (PDF-Download).